# ネバギバ!
『ネバギバ!』は、武藤啓の漫画作品。漫画雑誌「花とゆめ」（白泉社）にて1999年5号から2003年1号まで連載。単行本は花とゆめコミックスから全13巻。
タイトルの「ネバギバ!」は英語のNever Give Up!から来ている。

## あらすじ
幼い頃、縁十夜のお姫様になると決意した水無瀬樹梨は、男らしい成長を遂げてしまった。それでも諦めない樹梨だが、十夜のために男としてモデルになることになってしまう。しかし、仕事先で出会ったアキラに女として扱われたことで、十夜の嫉妬を買ってしまった。

## 登場人物
人物名の横の声優名はドラマCDでのもの。
水無瀬 樹梨（みなせ きり）/ タツキ
声 - 櫻井智
元モデルの父親に似ている身長174cmの女子高生。4歳の頃、十夜よりも綺麗な「お姫様」になることを決意したが、順調に男らしく成長した。母親がモデル事務所を経営している。十夜がモデルになるのをきっかけに、十夜を守るために男性モデル「タツキ」として一緒にモデルの仕事をすることを決意。長身のアキラの前では普通の女の子らしく見えるが、それゆえに十夜の嫉妬を買っている。
学校では多くの女子に人気があり告白されることもある。彼女たちの想いに応えられないが、それが自分と重なり無下に断れないので、ファンが増えていく。
縁 十夜（えにし とおや）
声 - 緑川光
トップモデルを親に持つ、美人男子高校生。長身のアキラに対抗し、背を伸ばそうと嫌いな牛乳を飲み始める。樹梨よりも背が低い。樹梨のことを綺麗だと思っているが、お姫様とはまだ認めていない。女子に人気があるが、あまりかまわれるのは好きではない。手紙にトラウマがあり、ラブレターであっても手にしない。
アキラの前ではお姫様に見える樹梨に嫉妬している。
愛沢奈津（なつ）
声 - 岡村明美
樹梨と十夜のクラスメイト。樹梨を常に応援しており、十夜であっても樹梨を傷付けることは許さない。
真野アキラ
声 - 辻谷耕史
モデル。身長180cm以上（樹梨の目測）。樹梨を女の子扱いしているため、樹梨がどぎまぎさせられる相手。

## ドラマCD
- ネバギバ! Never give up!（PICA-7022・2001年04月25日発売）
- ネバギバ!2 Never give up!（PICA-7026・2002年01月25日発売）